# Öcsi-szobor

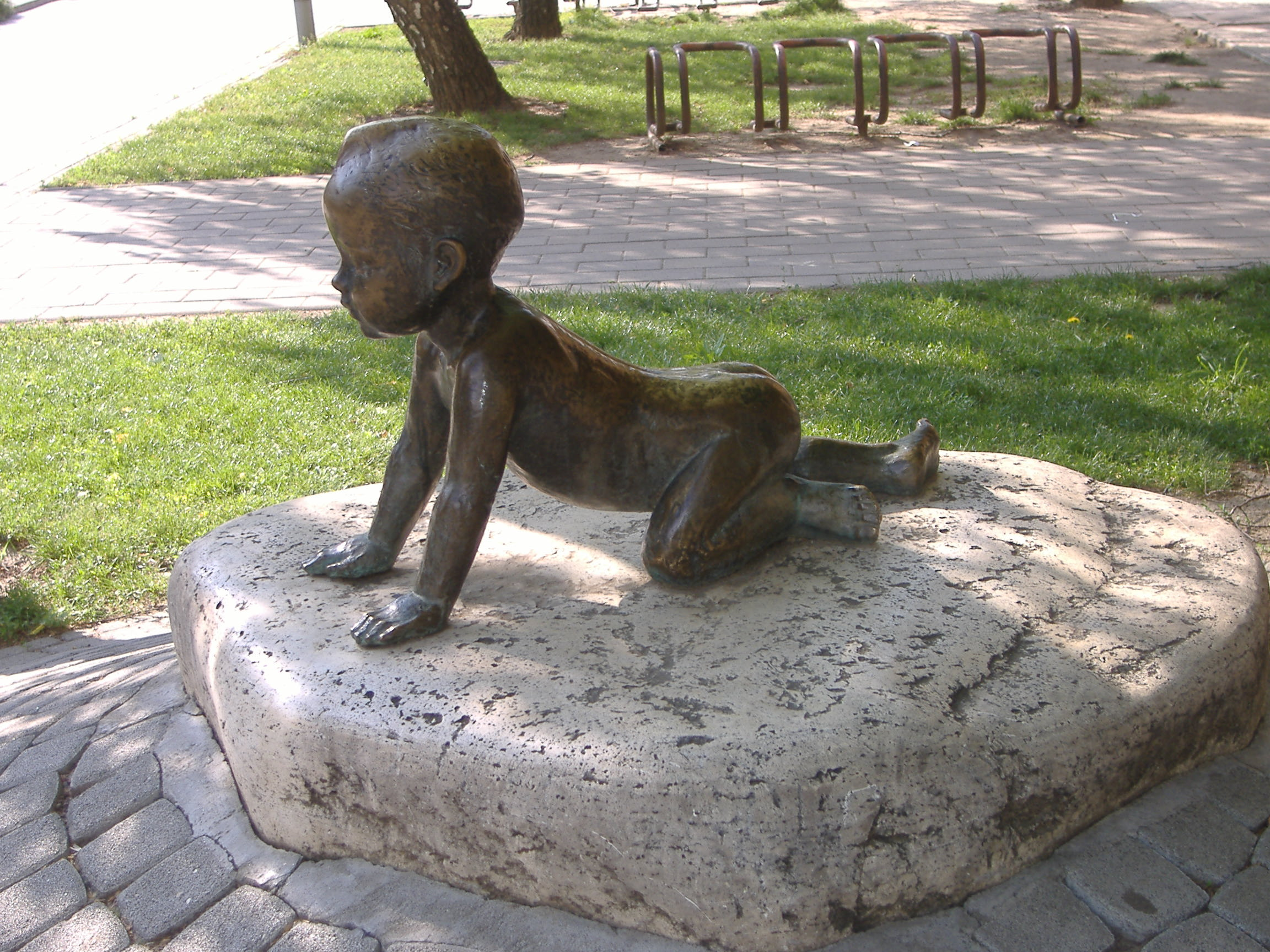
Az Öcsi szobor

Az Öcsi szobor Makón található, Herczeg Klára Munkácsy-díjas szobrászművész alkotása.
A mászó kisgyereket ábrázoló szobor a Belvárosban található, a főtéren, a Deák Ferenc utca és a Széchenyi tér találkozásánál. Közelében áll a Korona Szálló és a József Attila Városi Könyvtár és Múzeum. Az alkotás megemelt, díszkövezett talajon elhelyezett kő posztamensen található; 1988-ban avatták föl.